# 七星溪

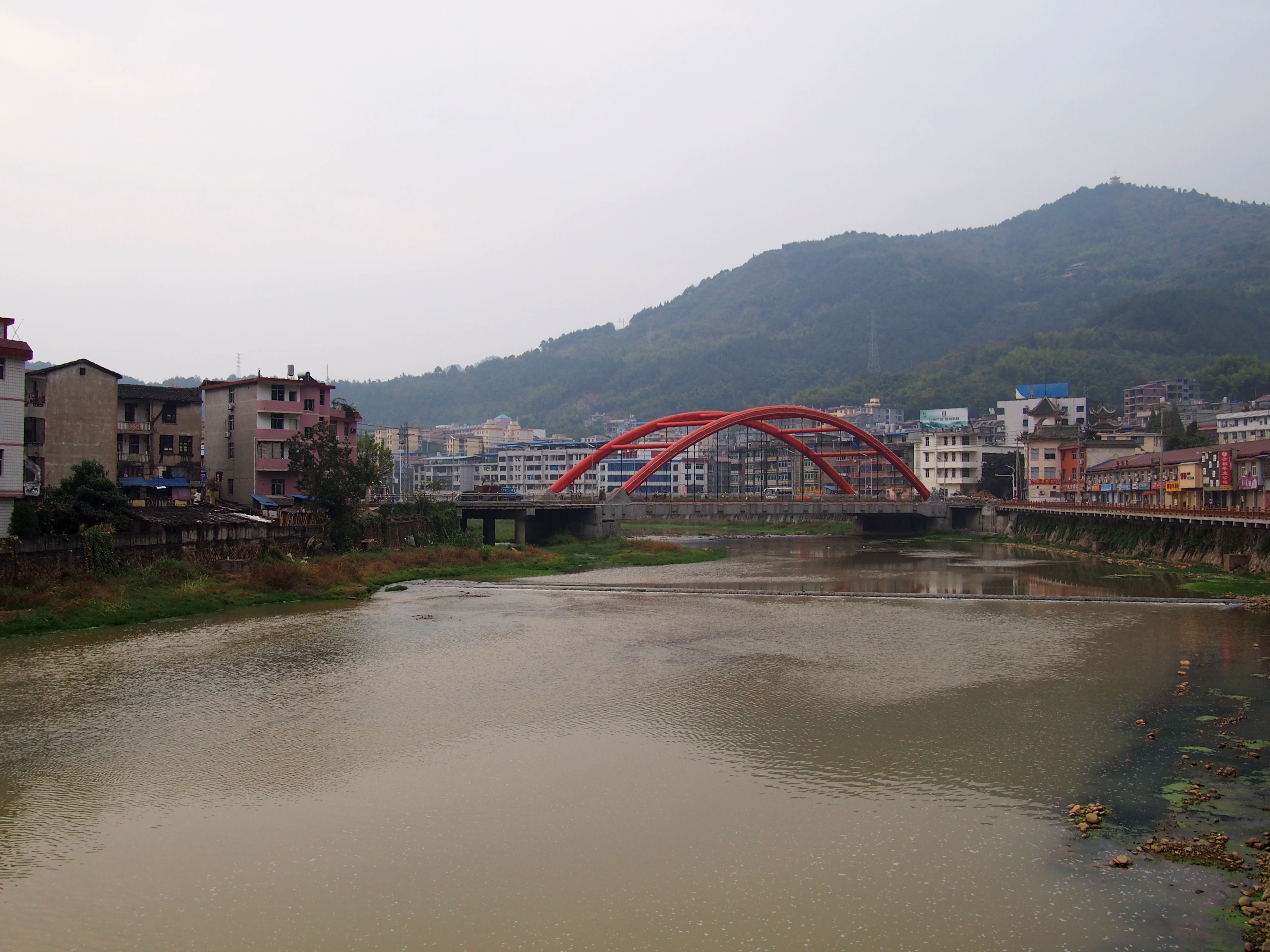
政和县城河段。

七星溪，位于中华人民共和国福建省南平市政和县的一条河流，是松溪左岸支流，发源于政和县东部外屯乡黄坑村东南的青丝岭，由东向西流经外屯乡、县城熊山街道和星溪乡、石屯镇等地，于石屯镇西津村汇入松溪。河长67千米，流域面积731平方千米，河道平均比降5.1‰，年均径流量7.35亿立方米。